# El Tinto Bonshán
El Tinto Bonshán är en ort i Mexiko.   Den ligger i kommunen Catazajá och delstaten Chiapas, i den sydöstra delen av landet, 800 km öster om huvudstaden Mexico City. El Tinto Bonshán ligger 7 meter över havet och antalet invånare är 109.
Terrängen runt El Tinto Bonshán är mycket platt. Runt El Tinto Bonshán är det ganska glesbefolkat, med 30 invånare per kvadratkilometer. Närmaste större samhälle är Catazajá, 13,2 km sydväst om El Tinto Bonshán. Omgivningarna runt El Tinto Bonshán är en mosaik av jordbruksmark och naturlig växtlighet.